# Édison Méndez
Edison Vicente Méndez Méndez (ur. 16 marca 1979 w Ibarra) – ekwadorski piłkarz grający na pozycji pomocnika. Wielokrotny reprezentant kraju.

## Kariera klubowa
W lidze ekwadorskiej spędził, aż dziewięć sezonów swej przygody z piłką. Jego macierzystym klubem jest Deportivo Quito, gdzie rozegrał sezony od 1997 do 2002. Drugim ekwadorskim zespołem był pochodzący z tego samego miasta, CD El Nacional. Do jednego z lepszych meksykańskich zespołów – Santos Laguna Torreon – został wypożyczony na jeden sezon – 2004/2005, gdzie międzyczasie zdobył trofeum InterLigi. Przed Mistrzostwami Świata w Niemczech został kupiony przez LDU Quito. Występy w nim mógł zaliczyć do udanych, ponieważ po dobrej grze po dwóch latach trafił do Europy, a konkretnie do PSV Eindhoven, z którym podpisał kontrakt do 2011 roku.
Podczas meczu 1/8 Finału Ligi Mistrzów, który odbył się 20 lutego 2007, zdobył zwycięską bramkę dla PSV w meczu przeciwko Arsenalowi. Gol padł po uderzeniu z odległości 30 metrów w 61. minucie. W sezonie 2006/2007 walnie przyczynił się do wywalczenia przez klub z Eindhoven mistrzostwa Holandii.
| Sezon     | Klub                  | Kraj     | Rozgrywki        | Mecze | Bramki |
| --------- | --------------------- | -------- | ---------------- | ----- | ------ |
| 1997/2002 | Deportivo Quito       | Ekwador  | Serie A          | 189   | 10     |
| 2002/2003 | CD El Nacional        | Ekwador  | Serie A          | 34    | 4      |
| 2004/2004 | Santos Laguna Torreon | Meksyk   | Primera División | 14    | 2      |
| 2005/2006 | LDU Quito             | Ekwador  | Serie A          | 60    | 6      |
| 2006/2009 | PSV Eindhoven         | Holandia | Eredivisie       | 72    | 9      |
| 2009/dziś | LDU Quito             | Ekwador  | Serie A          | 3     | 0      |

## Reprezentacja
Swoje pierwsze mecze rozgrywał w kategorii U-20, na Młodzieżowych Mistrzostwach Świata w Ekwadoru. Z reprezentacją seniorów jest związany od 8 marca 2000 roku, kiedy zadebiutował w meczu przeciwko Hondurasowi. Jest kluczowym zawodnikiem, silny i szybki, a do tego wszechstronny, bo może grać po prawej stronie boiska na obronie i pomocy. Wystąpił na Mistrzostwach Świata 2002 oraz 2006. W kwalifikacjach do tych drugich zdobył pięć bramek. Ogólne statystyki to: 112 spotkań, w czym 18 bramek.